# Janusz Stańczyk

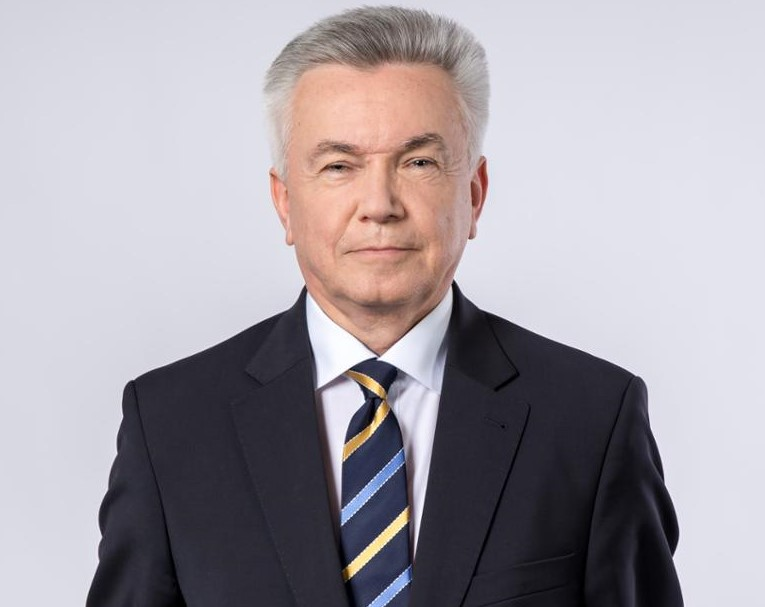
Janusz Stańczyk

Janusz Józef Stańczyk (Tarnów, 22 januari 1955) is een Pools diplomaat.
Stańczyk studeerde rechten aan de Jagiellonische Universiteit en promoveerde in 1977. In 1985 behaalde hij zijn doctoraat in de rechtswetenschappen aan de Poolse Academie van Wetenschappen. Van 2000 tot 2004 was Stańczyk ambassadeur bij de Verenigde Naties en van 2007 tot 2012 ambassadeur in Nederland.
Van 2015 tot 2020 was Stańczyk permanente vertegenwoordiger bij de Raad van Europa.